# براسینا
براسینا (به صربی: Brasina) یک منطقهٔ مسکونی در صربستان است که در مالی زوورنیک واقع شده‌است.